# Миколай XXII Радзивілл
Миколай XXII Радзивілл (лит. Mikalojus Radvila, пол. Mikołaj Radziwiłł, *1 серпня 1751 — †1811) — державний і військовий діяч Великого князівства Литовського в Речі Посполитій.

## Життєпис
Походив з литовського магнатського роду Радзивіллів, Дятлово-бердичівської лінії гілки Несвізько-Оліцької. Старший син Станіслава Радзивілла, підкоморія великого литовського, і Кароліни Потії. Народився 1751 року в Бердичеві. Обрав для себе військову кар'єру.
1764 році обирається на елекційний сейм, де підтримав кандидатуру Станіслава-Августра Понятовського. 1765 року отримав баварський орден Святого Губерта. 1782 році одружився з Францішкою Буттлер. Згодом стає князем Священної Римської імперії. 1788 року обирається до Військової комісії двох народів. У 1792 році стає в цій комісії цивільним комісаром від Великого князівства Литовського. Того ж року отримав орден Білого Орла.
Був генерал-майором, з 1789 року командував дивізією Великого князівства Литовського (до 1791 року). Потім очільником кінного гвардійського полку Великого князівства Литовського. після розподілу Речі Посполитої відійшов від політичних справ. Після утворення князівства Варшавського перебрався на деякий час туди. Помер 1811 року.

## Родина
Дружина — Францішка Буттлер
Діти:
- Анна (1785—1837)
- Кароль (1787—1837)
- Юлія (1786—1873)
- Міхал (1791—1846), полковник князівства Варшавського
- Франциск (1800—1840)
- Миколай (1801—1853)